# ルッカ県

ルッカ県
Provincia di Lucca

ルッカ県（ルッカけん、イタリア語: Provincia di Lucca）は、イタリア共和国トスカーナ州に属する県の一つ。県都はルッカ。

## 地理

### 位置・広がり
トスカーナ州の北西部に位置する県で、南西でティレニア海に面し、北にエミリア＝ロマーニャ州と接する。県都ルッカは、ピサの北西約15km、ピストイアの西南西約35km、州都フィレンツェの西北西約61km、ラ・スペツィアの南東約61kmの距離にある。
隣接する県は以下の通り。
- レッジョ・エミリア県 （エミリア＝ロマーニャ州） - 北
- モデナ県 （エミリア＝ロマーニャ州） - 北東
- ピストイア県 - 東
- フィレンツェ県 - 南東
- ピサ県 - 南
- マッサ＝カッラーラ県 - 北西

### 県内の地域と主要な都市

ルッカ県の地域区分
Garfagnana
Media valle del Serchio
Versilia
Piana di Lucca

2001年の国勢調査に基づく居住地区（Località abitata）別人口統計によれば、人口1万人以上の都市・集落は以下の通り。（　）内は所属コムーネ（自治体）名を示すが、都市名と同一の場合は省いた。 
- ルッカ - 76,840人
- ヴィアレッジョ - 48,708人
- カパンノリ - 39,109人
- カマイオーレ - 24,980人
- ピエトラサンタ - 19,308人
- TORRE DEL LAGO PUCCINI （ヴィアレッジョ） - 10,887人

南部のルッカ周辺はピアーナ・ディ・ルッカ（ルッカ平原、Piana di Lucca）あるいはルッケージア（Lucchesìa）と呼ばれ、カパンノリもこの地域に含まれる。沿岸部はヴェルシリア（Versilia）と呼ばれ、ヴィアレッジョ、カマイオーレ、ピエトラサンタはこの地域にある。
中部から東部にかけてのセルキオ川中流域はメディア・ヴァッレ・デル・セルキオ（Media valle del Serchio）と呼ばれ、中心都市はバルガである。北部はガルファニャーナ（Garfagnana）と呼ばれ、中心都市はカステルヌオーヴォ・ディ・ガルファニャーナである。
- ルッカ
- ヴィアレッジョ
- カパンノリ
- バルガ、背後にAlpi Apuane
- ボルゴ・ア・モッツァーノのマッダレーナ橋

## 行政区画
ルッカ県には33のコムーネが属する。主要なコムーネ（人口10,000人以上）は下表の通り。左端の数字はISTATコードを示す。人口は2024年1月1日現在。
| コード | 自治体名       | 人口   |
| ------ | -------------- | ------ |
| 046017 | ルッカ         | 89,136 |
| 046033 | ヴィアレッジョ | 60,793 |
| 046007 | カパンノリ     | 46,343 |
| 046005 | カマイオーレ   | 31,860 |
| 046024 | ピエトラサンタ | 22,835 |
| 046018 | マッサローザ   | 21,857 |
| 046001 | アルトパーショ | 15,919 |
| 046028 | セラヴェッツァ | 12,453 |

21世紀に入って以降、以下のコムーネ統廃合 (it:Fusione di comuni italiani) が行われている。
2014年発足
- ファッブリケ・ディ・ヴェルジェーモリ (Fabbriche di Vergemoli)（ファッブリケ・ディ・ヴァッリコ、ヴェルジェーモリが合併）

2015年発足
- シッラーノ・ジュンクニャーノ (Sillano Giuncugnano)（ジュンクニャーノ、シッラーノが合併）

## 人物

### 著名な出身者
- ジャコモ・プッチーニ  - 19-20世紀の作曲家。ルッカ生まれ。
- ジョズエ・カルドゥッチ - 19-20世紀の詩人。ピエトラサンタ郊外の生まれ。
- イニーゴ・カンピオーニ  - イタリア王国海軍軍人。ヴィアレッジョ生まれ。
- マリオ・モニチェリ - 映画監督。ヴィアレッジョ生まれ。
- グァルティエロ・ヤコペッティ  - 映画監督、雑誌記者。バルガ生まれ
- マルチェロ・リッピ  -サッカー選手・指導者。ヴィアレッジョ生まれ。
- マリオ・チポリーニ  - 自転車ロードレース選手。ルッカ生まれ。
- マルコ・ロッシ  - サッカー選手。セラヴェッツァ生まれ。